# 호드미미스 홀트
호드미미스 홀트(고대 노르드어: Hoddmímis holt)는 노르드 신화에 등장하는 장소이다. 《고 에다》 및 《신 에다》에 언급되며, 리프와 리프트라시르가 이곳에 숨어서 핌불베트르에서 살아남는다.

## 출전
《고 에다》 중 〈바프스루드니르가 말하기를〉에서 주신 오딘이 요툰 바프스루드니르에게 핌불베트르가 닥쳤을 때 인간들 중 살아남을 이가 누구냐고 묻는다. 바프스루드니르는 그 생존자는 리프와 리프트라시르일 것이며, 그 둘은 호드미미스 홀트에 숨어 아침 이슬을 먹으며 살아남고, “그들로부터 자손들이 번성할 것이다”라고 한다.
《신 에다》 중 〈길피의 속임수〉 제53장에서, 높으신 분이 강글레리에게 말하길, 리프와 리프트라시르가 호드미미스 홀트에 숨어서 수르트의 불을 피할 것이며, 그들로부터 인류가 다시 번성할 것이라고 말한다. 이 이야기를 하면서 상술한 〈바프스루드니르가 말하기를〉의 구절이 인용된다.